# Madarounfa
Madarounfa là một thị trấn ở vùng Maradi, Niger.

## Địa lý
Madarounfa nằm gần một hồ nước lớn. Xung quanh thị trấn có nhiều cây bao báp.

## Dân số
Dưới đây là dân số Madarounfa qua các năm:
| 1977  | 1988  | 2001  | 2011   | 2012   |
| ----- | ----- | ----- | ------ | ------ |
| 3.453 | 5.914 | 8.743 | 66.403 | 71.832 |